# Знаменський Іван Степанович
Іван Степанович Знаменський (1853 рік — 23 серпня 1882 року, Казань) — православний богослов, дослідник текстів Святого Письма, автор публікацій з систематизації статей Старого і Нового Завітів, східної апологетики та історії російської церкви XVIII століття.

## Біографія
Народився у 1853 році в родині церковнослужителів.
Навчався в Нижньогородській духовній семінарії, яку закінчив у 1874 році за першим розрядом, що давало право продовжувати освіту в духовній академії.
У 1878 році закінчив Казанську духовну академію кандидатом богослов'я «з правом на отримання ступеня магістра без нового усного випробування». Випускну роботу написав на тему «Книга святого пророка Іони».
У 1878-1880 роки викладав в Полтавській духовній семінарії.
У 1880-1882 роках обіймав посаду помічника інспектора Казанської духовної академії. У сфері професійних наукових інтересів Знам'янського були пошуки з історії православного духовенства Росії XVIII століття, дослідження і систематизація текстів пророчих книг Священного писання, узагальнення христологічних уявлень ранньохристиянських філософів-богословів.
Помер Знаменський 23 серпня 1882 року у Казані. Похований на казанському православному Арському кладовищі. Могила не збереглася.

## Публікації

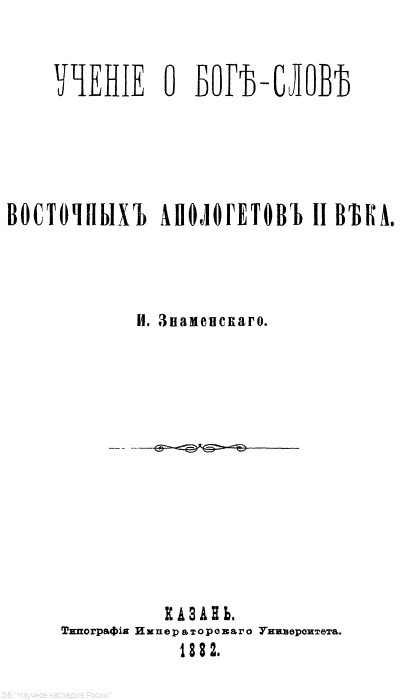
Титульний аркуш книги І. С. Знам'янського
1882 рік

За короткий період науково-богословської діяльності (1878-1882 роки) І. С. Знаменський встиг створити:
- Положення духовенства в царювання Катерини II і Павла I — М.: Тип. М. Н. Лаврова і К °, 1880, 186 с.[6]
- Систематичний покажчик статей, які перебувають в різних духовних журналах і єпархіальних відомостях, по предмету Св. Письма Старого і Нового Завіту: в 2 ч. (Вип. 1-6) — Полтава; Казань, 1879—1889[7].
- Вчення про Бога-Слово у східних апологетів II століття — Казань: Тип. Імператорського університету, 1882, 63 с.

У цій роботі І. С. Знаменський представив картину формування поглядів і християнського вчення про втілення Бога-Слова апологетами II століття Юстином Філософом, Татіаном, Афінагором, Феофілом Антіохійським, «поклав початок науковому розвитку християнських істин».